# Gustaaf Vanaise
Gustaaf Vanaise, ook gespeld als Gustave en als Van Aise (Gent, 4 oktober 1854 - Sint-Gillis, 20 juli 1902) was een Belgisch kunstschilder.
Vanaise volgde vanaf jonge leeftijd lessen aan de Gentse academie. Aanvankelijk stond zijn vader hem alleen toe een deel van de tijd aan tekenlessen te besteden, zodat hij in de rest van de tijd het bakkersvak kon leren. Vanaise sr. voorzag eerder een toekomst als pasteibakker voor hem. Later mocht hij zich volledig richten op zijn opleiding aan de Academie, waar hij lessen volgde bij onder meer Théodore-Joseph Canneel.
In 1887 ondernam hij een studiereis naar Spanje in gezelschap van kunstschilder Jules Lambeaux.
Vanaise schilderde vooral historische taferelen en portretten van de Gentse en Brusselse burgerij. Regelmatig portretteerde hij in zijn werken ook zijn vrouw, Marie De Coster, tot aan haar dood in 1891.

## Bron
- Elsevier

- Gemeinsame Normdatei: 174283237
- International Standard Name Identifier: 0000 0000 6792 5834
- RKD-Nederlands Instituut voor Kunstgeschiedenis: 79337
- Union List of Artist Names: 500066829
- Virtual International Authority File: 96142481
- WorldCat: E39PBJhMkghG8BwVpvhtkMpF8C